# نيكوشور ستانتشيو
نيكوشور ستانتشيو (بالرومانية: Nicolae Stanciu)‏ (مواليد 7 مايو 1993) هو لاعب كرة قدم. يلعب مع منتخب رومانيا لكرة القدم. سبق له أن لعب في بطولة أمم أوروبا لكرة القدم 2016 مع منتخب بلاده و سلافيا براغ التشيكي كما لعب سابقا مع نادي الأهلي السعودي.

## روابط خارجية
- نيكوشور ستانتشيو على موقع الاتحاد الدولي (مؤرشف)  (الإنجليزية)
- نيكوشور ستانتشيو على موقع الاتحاد الأوربي (الإنجليزية)
- نيكوشور ستانتشيو على موقع قاعدة بيانات كرة القدم.إي يو (الإنجليزية)
- نيكوشور ستانتشيو على موقع ناشيونال فوتبول تيمز (الإنجليزية)
- نيكوشور ستانتشيو على موقع Soccerway.com (الإنجليزية)
- نيكوشور ستانتشيو على موقع عالم كرة القدم.نت (الإنجليزية)
- نيكوشور ستانتشيو على موقع AS.com (الإسبانية)